# Feliciano Correia
Feliciano Correia (? - ?) foi um administrador colonial português, foi governador geral do Grão-Pará de 16 de agosto de 1656 a julho de 1658, de 5 de junho de 1665 a janeiro de 1666 e 9 de junho de 1669 a abril de 1671.